# Hepatoblastom
Hepatoblastóm je vrsta raka jeter, ki se pojavlja pri otrocih. Tkivo tumorja je podobno embrionalnemu in fetalnemu jetrnemu parenhimu. Običajno ne povzroča posebnih simptomov, zato se pogosto diagnosticira že v napredovali fazi. Običajno se simptomi in bolezenski znaki pojavijo, ko je tumor že tako velik, da pritiska na sosednje organe. Najpogosteje ga diagnosticirajo pri otrocih v prvih treh letih življenja. Pogosto so pri bolniku povišane ravni alfafetoproteina (AFP), kadar pa niso povišane, pa to praviloma napoveduje slabo prognozo. Diagnoza temelji na slikovnih tehnikah (ultrazvok, MRI ali CT trebuha). Zdravljenje se praviloma začne s sistemsko terapijo (predoperativno kemoterapijo) za namen skrčenja tumorja, tako da je potem možna učinkovita kirurška odstranitev. Pri nekaterih bolnikih je možna takojšnja kirurška odstranitev tumorja brez predhodne kemoterapije. Pri nekaterih bolnikih lahko pride v poštev presaditev jeter. Prognoza je običajno ugodna; pri popolni odstranitvi tumorja in dopolnilni kemoterapiji je preživetje blizu 100 %. Glavni napovedni dejavnik za slab izid zdravljenja je prisotnost zasevkov.